# یان کونن
یان کونن ((به هلندی: Jan Kounen)؛ زادهٔ ۲ مهٔ ۱۹۶۴) یک تهیه‌کننده، و کارگردان اهل هلند است.
از فیلم‌هایی که او کاگردانی کرده می‌توان به ۹۹ فرانک، بلوبری، دوبرمن و کوکو شانل و ایگور استراوینسکی اشاره کرد.